# Nature Methods
Nature Methods — рецензований науковий журнал видається Nature Portfolio з 2004 року.
Журнал охоплює нові наукові техніки, методи та протоколи, зокрема ті, що мають відношення до біологічних та біомедичних наук.
Nature Methods здебільшого публікує первинні дослідницькі статті, які представляють нові методи або значно розширюють практичну сферу застосування існуючих методів. Він також публікує інші типи вмісту, такі як огляди, точки зору та коментарі.
Охоплені теми включають, але не обмежуються цим, мультиоміку (геноміку, протеоміку та ін.), молекулярну та клітинну біологію, нейронауку, візуалізацію, біоінформатику та обчислювальну біологію, та багато інших областей біології та медицини. Мета полягає в тому, щоб надати науковцям інструменти та знання, які допоможуть їм проводити дослідження більш ефективно та результативно.
У 2012 році журнал мав імпакт-фактор 23,565. Головний редактор — Еллісон Доерр.

## Про журнал
Журнал публікує статті, присвячені новим методам і останнім досягненням в технологіях в галузі наук про живі системи і пов'язаних розділах хімії. Основні напрями досліджень, представлені в журналі, включають:
- Методи клонування і секвенування ДНК
- Методи інженерії, експресії і очищення білків
- Методи протеоміки
- Методи системної біології
- Технології біомолекулярного структурного аналізу, включаючи ЯМР і кристалографію
- Біохімічні методи
- Біофізичні методи
- Технології аналізу і управління експресією генів
- Методи клітинного культивування і маніпулювання
- Імунологічні технології
- Методи вивчення фізіології і розвитку хвороб, включаючи рак
- Методи модельних організмів і їх маніпуляцій